# هيو تالبوت
هيو تالبوت (بالإنجليزية: Hugh Talbot)‏ هو مغني أوبرا أيرلندي، ولد في 1845، وتوفي في 31 أكتوبر 1899.